# 學生太空探索與發展組織
學生太空探索與發展組織 (SEDS) 是一個非營利性國際學生組織，其目的是通過教育和工程項目推動太空探索和發展太空倡導。

## 外部連結
- 官方網站 （页面存档备份，存于）